# Google Groups
Google Groups – serwis umożliwiający przeglądanie grup dyskusyjnych Usenetu i przeszukiwanie ich archiwum oraz tworzenie własnych list dyskusyjnych, zwanych tu również grupami, które znajdują się na serwerze Google.
Serwis został uruchomiony 17 lutego 2001 roku na bazie archiwum grup dyskusyjnych nabytego od firmy Deja News. Zasięg archiwum poszerzono wstecz do 1981 r., dodając zbiory z prywatnych źródeł. Od 11 listopada 2002 dostępny w języku polskim.